# Molophilus (Molophilus) militaris
Molophilus (Molophilus) militaris is een tweevleugelige uit de familie steltmuggen (Limoniidae). De soort komt voor in het Australaziatisch gebied.